# Хуррамшахр (Лахш)
Хуррамшахр (тадж. Хуррамшаҳр, до марта 2022 г. — Янгишаҳр) — село и центр Нурафшонского сельского джамоата Лахшского района. Расстояние от села до центра района — 5 км. Население — 1695 человек (2017 г.), таджики.